# NGC 6639
NGC 6639 este o galaxie situată în constelația Scutul. A fost descoperită în 31 iulie 1826 de către John Herschel. Se află la o distanță de 700 de parseci de Pământ.